# عبدالله مکرم شاه
پادوکا سری سلطان عبدالله مکرَّم شاه ابن المرحوم سلطان محمد جیوا زین‌العادلین معظم شاه دوم (درگذشت – ۱ سپتامبر ۱۷۹۷) بیستمین سلطان کداح بود که از سال ۱۷۷۸ تا ۱۷۹۷ حکمرانی کرد. در سال ۱۷۸۰، دستور داد تا استحکامات کوتا کوالا باهانگ که توسط آچه در سال ۱۶۱۹ ویران شده بود، به‌طور دقیق همانند ساختار اولیه آن دوباره ساخته شود.

## تهدید از جانب سیام
جنگ بین برمه و سیام در ۱۷۵۹ و نیز ۱۷۸۶ تداوم یافت. در حالیکه جنگ همچنان ادامه داشت، کداح از تحویل بونگا ماس (خراج) به سیام خودداری کرد. بعد از اینکه جنگ به پایان رسید، سیام دوباره به حکومتی با بنیه بسیار قوی تبدیل شد و از کداح خواست مبادرت به پرداخت دوباره بونگا ماس (خراج) به سیام کند که این امر منجر شد که سلطان عبدالله احساس تهدید و خطر نماید.